# Mariona Bessa Jové
Mariona Bessa Jové   (Escaldes-Engordany, 17 d'abril de 1994) és una escriptora andorrana i biòloga especialitzada en laboratori d'anàlisis clíniques.
Va començar a escriure a 10 anys i a compartir els seus escrits. El 2019 i 2021 va guanyar el concurs de contes de Nadal del Govern d'Andorra.

## Obra
- La il·lusió del meu avi  (2019).
- La residència (2021).
- La captura (Editorial Barcanova, 2022)[1]
- Torno en 7 dies (Editorial Barcanova, 2024)[2]
- Les aventures d'en Plomet, un trencalòs especial (Anem Editors, 2024)[3]

## Premis i reconeixements
- 2019 - Primer premi del Concurs de contes de nadal del Govern d'Andorra, per La il·lusió del meu avi
- 2021 - Primer premi del Concurs de Contes de Nadal del Govern d'Andorra, per La residència
- 2022 - Premi Guillem Cifre de Colonya, per La captura
- 2024 - Premi Joaquim Ruyra de Narrativa Juvenil, per L’ascens dels rebels[4]